# Олехновичский сельсовет
Олехновичский сельсовет (бел. Аляхно́віцкі сельсавет) — административная единица на территории Молодечненского района Минской области Беларуси. Административная единица — агрогородок Олехновичи.

## История
Образован 12 октября 1940 года как Ушавский сельсовет в составе Радошковичского района Вилейской области БССР. Центр — деревня Уша. С 20 сентября 1944 года в составе Молодечненской области. С 20 января 1960 года в составе Молодечненского района Минской области. 16 октября 1964 года центр перенесён в деревню Олехновичи, сельсовет переименован в Олехновичский. 27 октября 1964 года к сельсовету присоединена территория упраздненного Дубровского сельсовета. 
В 1974 году упразднён хутор Яновщина. 24 мая 2000 года в состав сельсовета из Городокского сельсовета переданы 7 населенных пунктов (деревни Больцари, Кривенки, повара, Русалишки, Старинки, млекопитающие и Токаревщина).
24 мая 2000 года — 7 населённых пунктов (деревни Бальцеры, Кривенки, Кухари, Русалишки, Старинки, Сысуны и Токаревщина) из Городокского сельсовета переданы в состав Олехновичского сельсовета.

## Состав
Олехновичский сельсовет включает 19 населённых пунктов:
- Бальцеры — деревня.
- Бортники — деревня.
- Гойжево — деревня.
- Дуброво — деревня.
- Еленка — деревня.
- Койтени — деревня.
- Корсаковичи — деревня.
- Кривенки — деревня.
- Кухари — деревня.
- Новоселки 1 — деревня.
- Новоселки 2 — деревня.
- Олехновичи — агрогородок.
- Позняки — деревня.
- Поповщина — деревня.
- Русалишки — деревня.
- Старинки — деревня.
- Сысуны — деревня.
- Токаревщина — деревня.
- Уша 2 — деревня.

## Население
Население сельсовета согласно переписи 2009 года — 2703 человек, из них 93,6 % — белорусы, 4,3 % — русские; согласно переписи 2019 года — 2437 человек.